# شوبوتا (مسيسيبي)
شوبوتا (بالإنجليزية: Shubuta, Mississippi)‏ هي بلدة تقع في مقاطعة كلارك (ميسيسيبي) بولاية مسيسيبي في الولايات المتحدة. تبلغ مساحتها 6.2 (كم²)، وترتفع عن سطح البحر 62 م، بلغ عدد سكانها 651 نسمة في عام 2000 حسب إحصاء مكتب تعداد الولايات المتحدة وتصل الكثافة السكانية فيها 104.6 نسمة/كم2.

## التركيبة السكانية
حدّد مكتب تعداد الولايات المتحدة بيانات التركيبة السكانية لشوبوتا في تعداد الولايات المتحدة. في ما يلي، التركيبة السكانية حسب تعدادي 2000 و2010.

### تعداد عام 2000
بلغ عدد سكان شوبوتا 651 نسمة بحسب تعداد عام 2000، وبلغ عدد الأسر 244 أسرة وعدد العائلات 166 عائلة مقيمة في البلدة. في حين سجلت الكثافة السكانية 104.2 نسمة لكل كيلومتر مربع (269.9/ميل2). وبلغ عدد الوحدات السكنية 270 وحدة بمتوسط كثافة قدره 43.2 لكل كيلومتر مربع (111.9/ميل2).
وتوزع التركيب العرقي للبلدة بنسبة 25.50% من البيض و73.89% من الأمريكيين الأفارقة و0.15% من الأعراق الأخرى و0.46% من عرقين مختلطين أو أكثر و1.38% من الهسبانيون أو اللاتينيون من أي عرق.
بلغ عدد الأسر 244 أسرة كانت نسبة 43.4% منها لديها أطفال تحت سن الثامنة عشر تعيش معهم، وبلغت نسبة الأزواج القاطنين مع بعضهم البعض 40.2% من أصل المجموع الكلي للأسر، ونسبة 23.8% من الأسر كان لديها معيلات من الإناث دون وجود شريك،  بينما كانت نسبة 4.1% من الأسر لديها معيلون من الذكور دون وجود شريكة وكانت نسبة 32% من غير العائلات. تألفت نسبة 28.7% من أصل جميع الأسر من عدة أفراد يعيشون في نفس المنزل ونسبة 16% كانت تتألف من شخص يعيش بمفرده يبلغ من العمر 65 عاماً أو أكثر. وبلغ متوسط حجم الأسرة المعيشية 2.67، أما متوسط حجم العائلات فبلغ 3.35.
بلغ العمر الوسطي للسكان 33.1 عاماً. وكانت نسبة 32.3% من القاطنين تحت سن الثامنة عشر، وكانت نسبة 9.8% بين الثامنة عشر والرابعة والعشرين عاماً، ونسبة 26.1% كانت واقعةً في الفئة العمرية ما بين الخامسة والعشرين والرابعة والأربعين عاماً، ونسبة 19.7% كانت ما بين الخامسة والأربعين والرابعة والستين، ونسبة 12.1% كانت ضمن فئة الخامسة والستين عاماً فما فوق. يوجد لكل 100 أنثى 83.4 ذكر، ويوجد لكل 100 أنثى في الثامنة عشر من عمرها فما فوق 75.7 ذكر.
بلغ متوسط دخل الأسرة في البلدة 18,438 دولارًا، أما متوسط دخل العائلة فبلغ 21,719 دولارًا. وكان متوسط دخل الذكور 24,688 دولارًا مقابل 17,813 دولارًا للإناث. وسجل دخل الفرد الخاص بالبلدة 9,094 دولارًا. وكانت نسبة 38.5% من العائلات ونسبة 44.8% من السكان تحت خط الفقر، وكان من هؤلاء نسبة 59.4% تحت سن الثامنة عشر ونسبة 35.9% في الخامسة والستين من العمر وما فوق.

### تعداد عام 2010
بلغ عدد سكان شوبوتا 441 نسمة بحسب تعداد عام 2010، وبلغ عدد الأسر 181 أسرة وعدد العائلات 116 عائلة مقيمة في البلدة. في حين سجلت الكثافة السكانية 70.6 نسمة لكل كيلومتر مربع (182.9/ميل2). وبلغ عدد الوحدات السكنية 217 وحدة بمتوسط كثافة قدره 34.7 لكل كيلومتر مربع (89.9/ميل2).
وتوزع التركيب العرقي للبلدة بنسبة 22.90% من البيض و75.28% من الأمريكيين الأفارقة و0.45% من الأعراق الأخرى و1.36% من عرقين مختلطين أو أكثر و1.59% من الهسبانيون أو اللاتينيون من أي عرق.
بلغ عدد الأسر 181 أسرة كانت نسبة 33.7% منها لديها أطفال تحت سن الثامنة عشر تعيش معهم، وبلغت نسبة الأزواج القاطنين مع بعضهم البعض 37.6% من أصل المجموع الكلي للأسر، ونسبة 24.3% من الأسر كان لديها معيلات من الإناث دون وجود شريك،  بينما كانت نسبة 2.2% من الأسر لديها معيلون من الذكور دون وجود شريكة وكانت نسبة 35.9% من غير العائلات. تألفت نسبة 30.9% من أصل جميع الأسر من عدة أفراد يعيشون في نفس المنزل ونسبة 14.4% كانت تتألف من شخص يعيش بمفرده يبلغ من العمر 65 عاماً أو أكثر. وبلغ متوسط حجم الأسرة المعيشية 2.44، أما متوسط حجم العائلات فبلغ 3.10.
بلغ العمر الوسطي للسكان 43.9 عاماً. وكانت نسبة 24% من القاطنين تحت سن الثامنة عشر، وكانت نسبة 7.5% بين الثامنة عشر والرابعة والعشرين عاماً، ونسبة 19.7% كانت واقعةً في الفئة العمرية ما بين الخامسة والعشرين والرابعة والأربعين عاماً، ونسبة 34.2% كانت ما بين الخامسة والأربعين والرابعة والستين، ونسبة 14.5% كانت ضمن فئة الخامسة والستين عاماً فما فوق. وتوزع التركيب الجنسي للسكان بنسبة 44.7% ذكور و55.3% إناث.

## وصلات خارجية
- The US50 - Cities and Towns in Mississippi State
- Mississippi Cities and Towns, Facts, Map, Flag, Colleges, Government, and More